# جزیره اوکیناوا
جزیره اوکیناوا (به ژاپنی: 沖縄本島) از جزیره‌های ژاپن در دریای چین شرقی در اقیانوس آرام و بزرگ‌ترین جزیره در میان جزایر اوکیناوا و جزایر ریوکیو است. مساحت این جزیره ۱٫۲۰۱ کیلومتر مربع است و در ۶۴۰ کیلومتری جنوب ژاپن واقع شده‌است. شهر ناها، مرکز استان اوکیناوا در این جزیره است. این جزیره ۱٫۳ میلیون نفر جمعیت دارد.
میزان طول عمر ساکنان جزیره اوکیناوا همراه با جزیره ساردنی در دریای مدیترانه به عنوان یکی بالاترین نرخ‌های طول عمر در جهان شناخته می‌شود.

اوکیناوا از زمان نبرد اوکیناوا و پایان جنگ جهانی دوم یک مکان استراتژیک مهم برای نیروهای مسلح ایالات متحده بوده‌است. این جزیره میزبان حدود ۲۶۰۰۰ پرسنل نظامی ایالات متحده است، تقریباً نیمی از کل ائتلاف نیروهای ایالات متحده آمریکا-ژاپن، در بین ۳۲ پایگاه و ۴۸ مکان آموزشی در این جزیره پخش شده‌اند. این جزیره صحنه بزرگ‌ترین درگیری بین امپراتوری ژاپن و ایالات متحده آمریکا بود. در طول جنگ جهانی دوم، درگیری در اوکیناوا جان صدها هزار سرباز و غیرنظامی را گرفت. و تا به امروز، این جزیره کوچک با موقعیت راهبردی، بیشترین تمرکز نیروهای آمریکایی در آسیا را در خود جای داده‌است.
اوکیناوا زبان و فرهنگ خاص خود را دارد که با فرهنگ ژاپنی متفاوت است. زبان مادری اهالی آن اوچیناگوچی نامیده می‌شود، اما هرساله ساکنان کمتر و کمتری به آن صحبت می‌کنند. اوکیناوا به همراه سه جزیره نزدیک به آن دارای ارزش تنوع زیستی بالا با درصد بسیار بالایی از گونه‌های بومی است که بسیاری از آنها در سطح جهانی در معرض خطر هستند.
جزیره کوچک پرجمعیت نیمه‌گرمسیری اوکیناوا زادگاه هنر رزمی کاراته است و بزرگ‌ترین و پرجمعیت‌ترین جزایر ریوکیو است. این جزایر یک زنجیره پراکنده را تشکیل می‌دهند که بین جنوبی‌ترین جزیره بزرگ ژاپن و تایوان قرار دارد.

## تاریخ

### تاریخ اولیه
اوکیناوا از دوران ماقبل تاریخ مسکونی بوده‌است. اعتقاد بر این است که مردم این جزایر ترکیبی از امواج اولیه مهاجرت‌هایی از شمال و از جنوب هستند و ارتباط نزدیکی با ساکنان نوسنگی مجمع‌الجزایر ژاپن در دوره جومون دارند. آن‌ها در محیطی بسیار خشن برای خود سکونتگاه‌هایی تشکیل دادند. از ۱۴۰ جزیره ریوکیو. تنها ۳۶ مورد برای اسکان دائمی انسان مناسب بوده‌است. در اوکیناوا جنگل‌های پرپشت نمناک که در آن مارهای سمی نشیمن دارند و خاکی که برای کشاورزی مناسب نیست و طوفان‌های زیاد زندگی را بر ساکنان سخت می‌کرد.
طیف گسترده‌ای از غذاهای دریایی و وجود گراز و آهو توانست جوامع شکارچیان و گردآورندگان اولیه را چندین قرن در این جزیره حفظ کند.

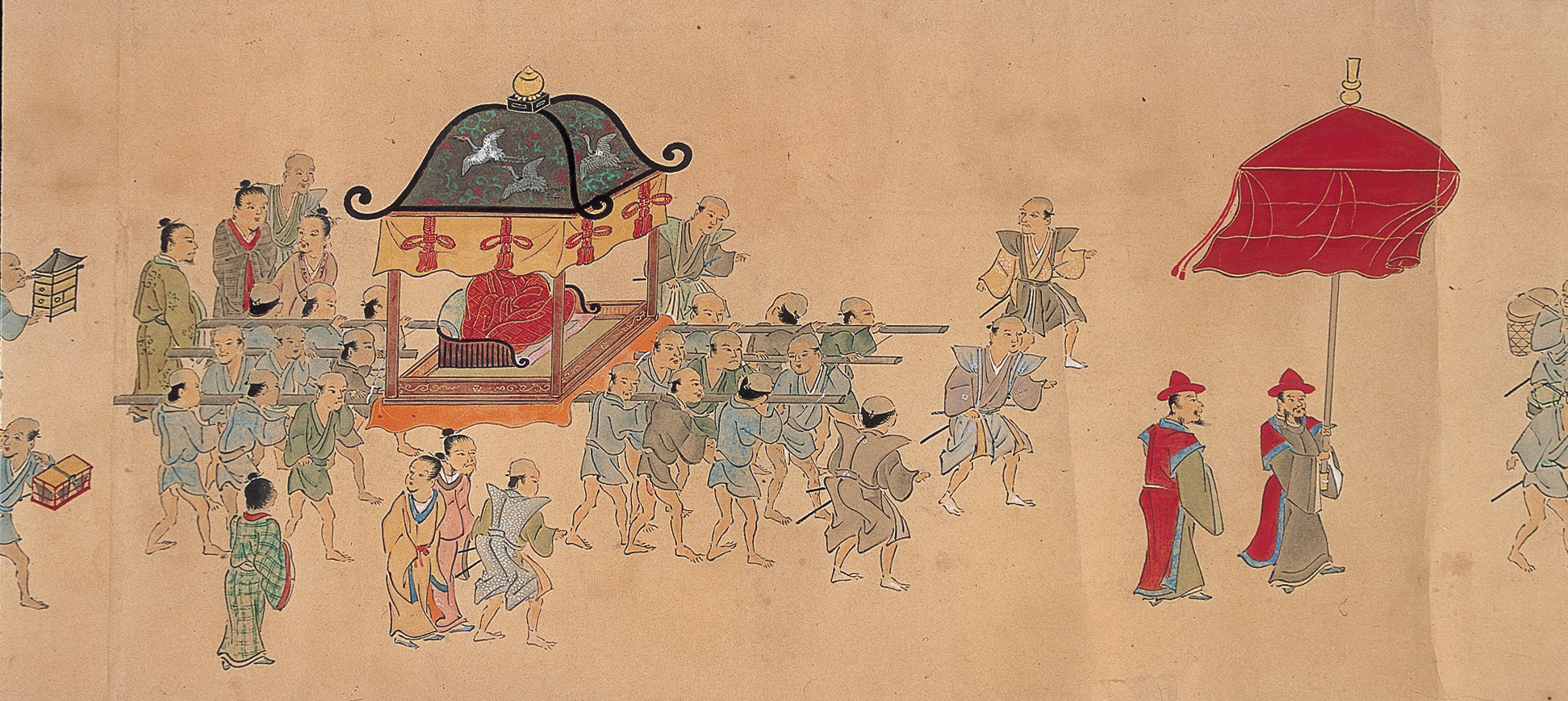
نخستین فرستادگان ریوکیویی به اِدو، پایتخت شوگون‌نشین توکوگاوا در ژاپن.

با توجه به موقعیت مکانی دورافتاده و نامناسب آن، توسعه در جزیره بسیار تدریجی بود. تا قرن هفتم طول کشید تا این‌که کاوشگران امپراتوری چین و ژاپن اولین تماس مستقیم ثبت‌شده را با مردم جزایر مرکزی ریوکو برقرار کردند. ژاپنی‌های یاماتو این جزایر را «نانتو»، نامیدند، به معنی جزایر جنوبی. چینی‌ها این جزایر را «لیوچیو» نام گذاردند که نام امروزی ریوکیو از آن آمده‌است. کاوشگران اولیه چینی در تلاش برای برقراری ارتباط با ساکنان این جزایر با دشواری روبه‌رو بودند. ساکنان جزایر حاضر به تسلیم نبودند و چینی‌ها کاخ‌هایشان را سوزاندند و ۱۰۰۰ نفر از اهالی را به اسارت گرفته و برای «مطالعه» با خود به چین بردند.
برخوردهای اولیه ژاپنی‌ها با این جزیره‌نشینان دوستانه‌تر بود. اوکیناوایی‌ها به زبانی صحبت می‌کردند که تا حدودی به ژاپنی باستانی شباهت داشت، و این امر به دو طرف اجازه می‌داد با هم ارتباط برقرار کنند. ژاپنی در طول قرن‌ها کنترل خود را بر جزایر شمالی ریوکو گسترش دادند، اگرچه این اقدام کمی پرهزینه بود و سود کمی برای ژاپن داشت. ژاپنی‌ها این روند را برای محافظت از مرزهای جنوبی خود در برابر تهاجم خطرآفرین چین و جلوگیری از دزدان دریایی که گهگاه در جزایر جنوبی جولان می‌دادند، در پیش گرفتند.
برای محافظت بیشتر از سرزمین‌های جنوبی خود، ژاپنی‌ها اشراف و مقاماتی را که مورد بی‌مهری قرار می‌گرفتند به اوکیناوا تبعید می‌کردند. جنایتکاران، ولگردها و سایر «عناصر نامطلوب» به جزایر جنوبی فرستاده می‌شدند و این امر باعث افزایش نفوذ فرهنگی ژاپن در این نواحی شد.

### دوره شاهان محلی
با پیشرفت فناوری قایقرانی از سوی چینی‌ها و ژاپنی‌ها، ارزش راهبردی جزایر ریوکیو و بازرگانی دریایی در مسیر این زنجیره از جزایر نیز بیشتر شد. در نیمه دوم هزاره اول یکی از سرداران منطقه و خانواده‌اش در اوکیناوا با عنوان خاندان سلطنتی تنسون برای اداره کل جزیره انتخاب شدند. در افسانه‌های محلی گفته شد که این خانواده «از نسل ایزدبانوی خورشید» بودند و «به مدت ۱۷ هزار سال» حکومت کردند.
با قرار گرفتن این جزایر در مرکز یک مسیر بازرگانی فرامرزی که تردد در آن رو به افزایش داشت، اختلافات داخلی و رقابت بین اربابان محلی بالا گرفت. یکی از آنها آخرین حاکم جزیره از دودمان تنسون را کشت و به نوبه خود توسط یک ارباب دیگر که پسر یک تبعیدی ژاپنی و دختر یک رئیس محلی بود کشته شد.

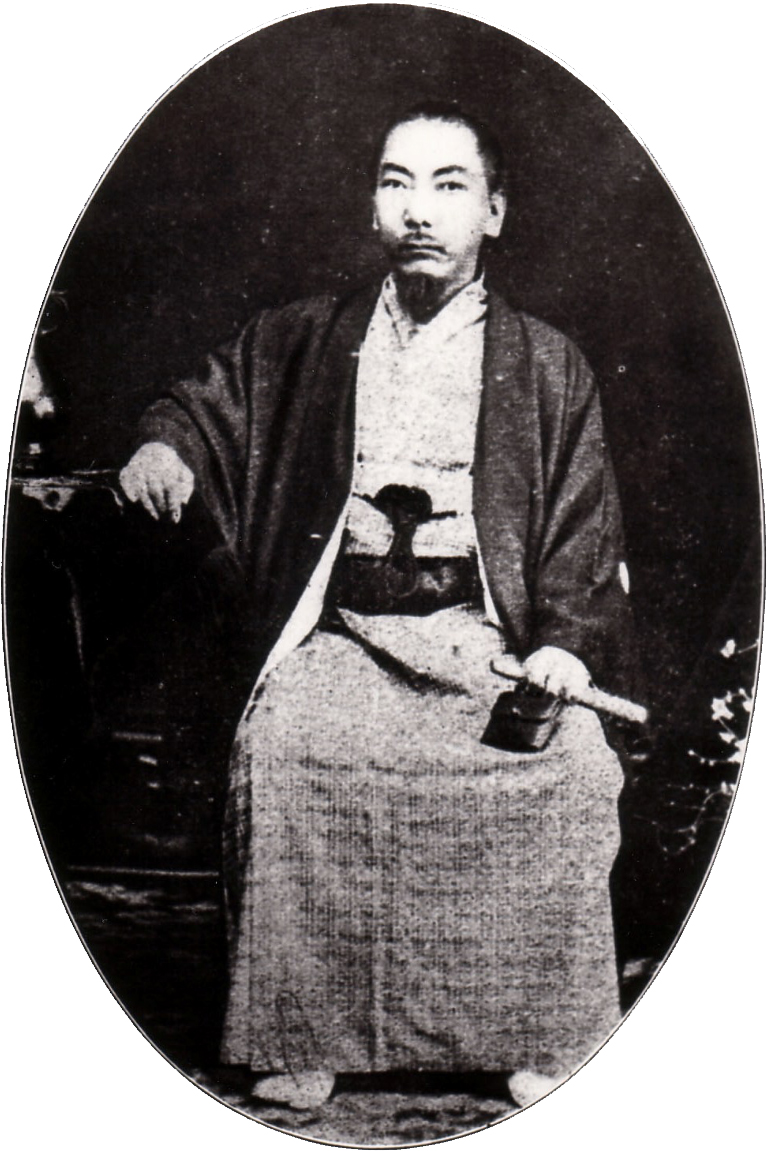
شو تای، واپسین شاه اوکیناوا.

در طول دوره گوسوکو (۱۳۲۲–۱۱۸۷) ساخت بسیاری از قلعه‌های استوار در سراسر جزیره آغاز شد. پس از انتقال مسالمت‌آمیز قدرت به یک سلسله جدید در نیمه پایانی سده سیزدهم قرن، اوکیناوا کنترل خود بر بسیاری از جزایر مرکزی ریوکیو را گسترش داد. در این مدت، فرستادگان مغول در دو نوبت از جزیره رانده شدند. بار دوم آن‌ها خواستار تسلیم اوکیناوا و مشارکتش در حمله به ژاپن شده بودند اما با خشونت از جزیره رانده شدند. تلاش مغول‌ها برای فتح ژاپن هر دو بار ناکام ماند و با این شرایط، اهالی ریوکیو از انتقام‌گیری مغول‌ها در امان ماندند.
با کاهش تهدید خارجی، درگیری‌های داخلی در اوایل قرن چهاردهم افزایش یافت و دو پادشاهی شورشی علیه پادشاهی مرکزی شوریدند و هر سه از هم جدا شدند. با این کار، قرن نزاع، معروف به دوره سه‌پادشاهی اوکیناوا یا دوره سه‌کوه (۱۴۲۹–۱۳۲۲) آغاز شد.
با این وضعیت، در سده سیزدهم، اوکیناوا متشکل از سه حکومت رقیب بود: هوکوزان در شمال، چوزان در مرکز و نانزان در جنوب. پادشاهی هوکوزان در شمال، از نظر وسعت و قدرت نظامی بزرگ‌ترین آن‌ها بود. پادشاهی چوزان در مرکز ثروتمندترین آن‌ها بود زیرا بزرگ‌ترین و پرسودترین بندر جزیره در قلمرو آن قرار داشت. جنوبی‌ترین پادشاهی هم نانزان نام داشت. هر سه پادشاهی با سلسله مینگ چینی دادوستد داشتند و برای جلب لطف چینی‌ها به رقابت پرداختند.
در سال ۱۴۲۹، شاهزاده هاشی شو از نانزان موفق شد اوکیناوا را دوباره متحد کند. بدین ترتیب پادشاهی ریوکیو متولد شد. در سال ۱۶۰۹، قبیله ژاپنی ساتسوما از کاگوشیما در کیوشو به اوکیناوا حمله کرد. پادشاهی ریوکیو در حکومت شوگون ژاپن ادغام شد، اما نیمه‌مستقل باقی ماند و همچنین روابط خود را با چین حفظ کرد. از سال ۱۸۷۲ اوکیناوا به امپراتوری ژاپن تعلق داشت و در سال ۱۸۷۹ به‌طور کامل ضمیمه ژاپن شد.

## جنگ جهانی دوم

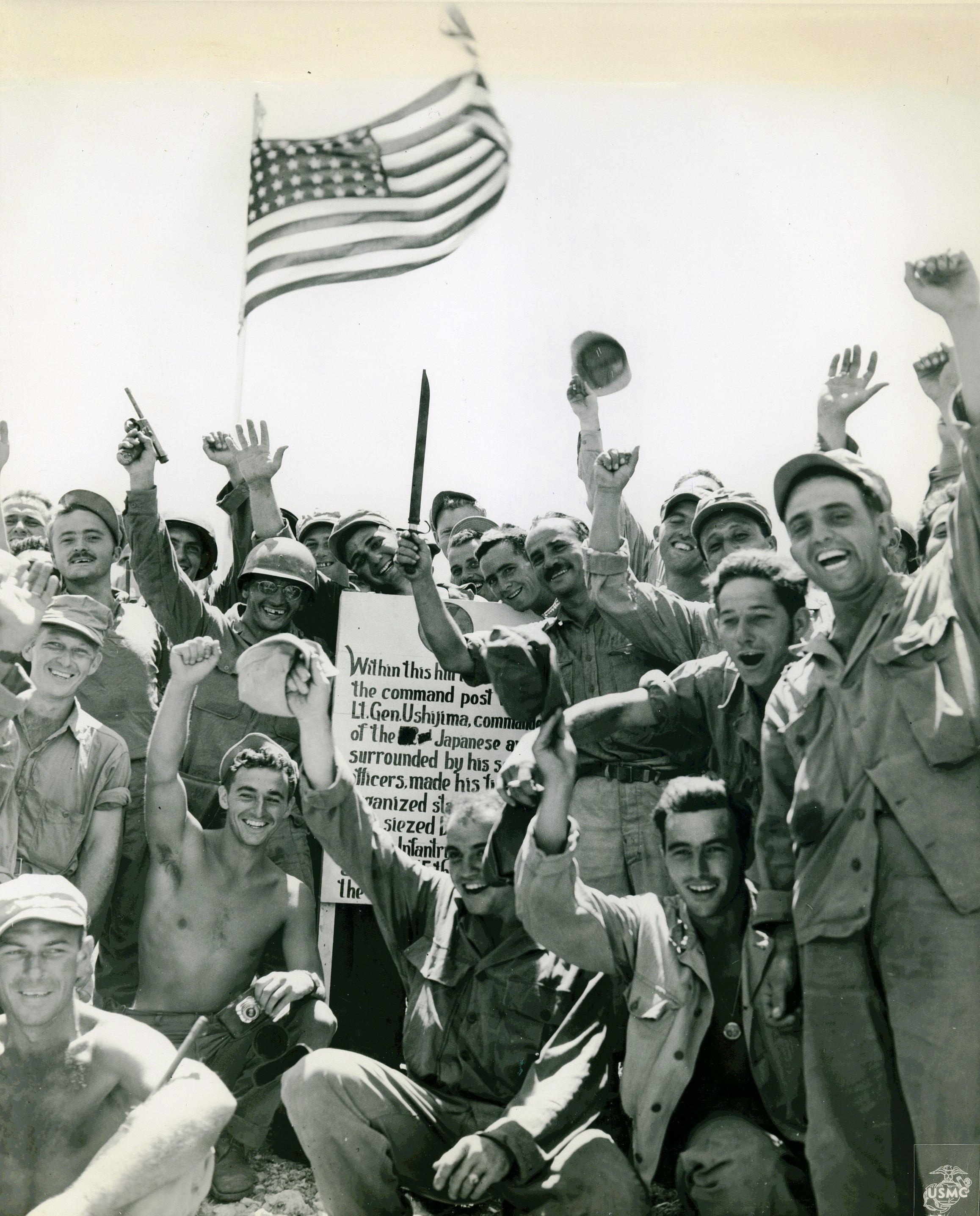
سربازان آمریکایی در اوکیناوا، ۲۷ ژوئن ۱۹۴۵.

در پایان جنگ جهانی دوم، جنگ شدیدی در اوکیناوا بین ارتش ژاپن و آمریکا درگرفت. آمریکایی‌ها در ۲۶ مارس ۱۹۴۵ در جزایر کوچک کراما در نزدیکی اوکیناوا و در ۱ آوریل در خود اوکیناوا به ساحل آمدند. مردم محلی این نبرد وحشتناک را «تِتسو نا آمه» (باران فولاد) نامیدند. در ۲۳ ژوئن، آخرین ژاپنی‌ها در آخرین سنگرشان در این جزیره یعنی قلعه شوری تسلیم شدند. در این شرایط، ژنرال میتسورو اوشیجیما فرمانده ژاپنی خودکشی کرد. بیش از ۹۰۰۰۰ سرباز ژاپنی و ۹۴۰۰۰ غیرنظامی اوکیناوا در این نبرد کشته شدند که عمدتاً به دلیل خودکشی بود. در طرف آمریکایی، بیش از ۱۲۰۰۰ کشته و ۶۰۰۰۰ سرباز زخمی شدند.
پس از جنگ جهانی دوم بر اساس معاهده سانفرانسیسکو، اوکیناوا تحت حاکمیت موقت دولت ایالات متحده قرار گرفت و ایالات متحده دومین پایگاه دریایی و هوایی بزرگ خود را در شرق آسیا در آنجا برپا کرد. حاکمیت اوکیناوا در ۱۵ مه ۱۹۷۲ به ژاپن منتقل شد. با این حال، آمریکایی‌ها همچنان پایگاه‌های نظامی خود در جزیره را حفظ کردند.

## جغرافیا
اوکیناوا پنجمین جزیره بزرگ ژاپن و مساحت آن ۱۲۰۶٫۹۹ کیلومتر مربع است. خط ساحلی اوکیناوا ۴۷۶ کیلومتر طول دارد. فاصله خط مستقیم از شمال به جنوب جزیره حدود ۱۰۶٫۶ کیلومتر است. اوکیناوا در انتهای شمال شرقی استان اوکیناوا قرار دارد. در این جزیره از سال ۱۹۷۲ بیش از ۱۰۰۰ هکتار (۲۵۰۰ جریب) احیای زمین انجام شده‌است.

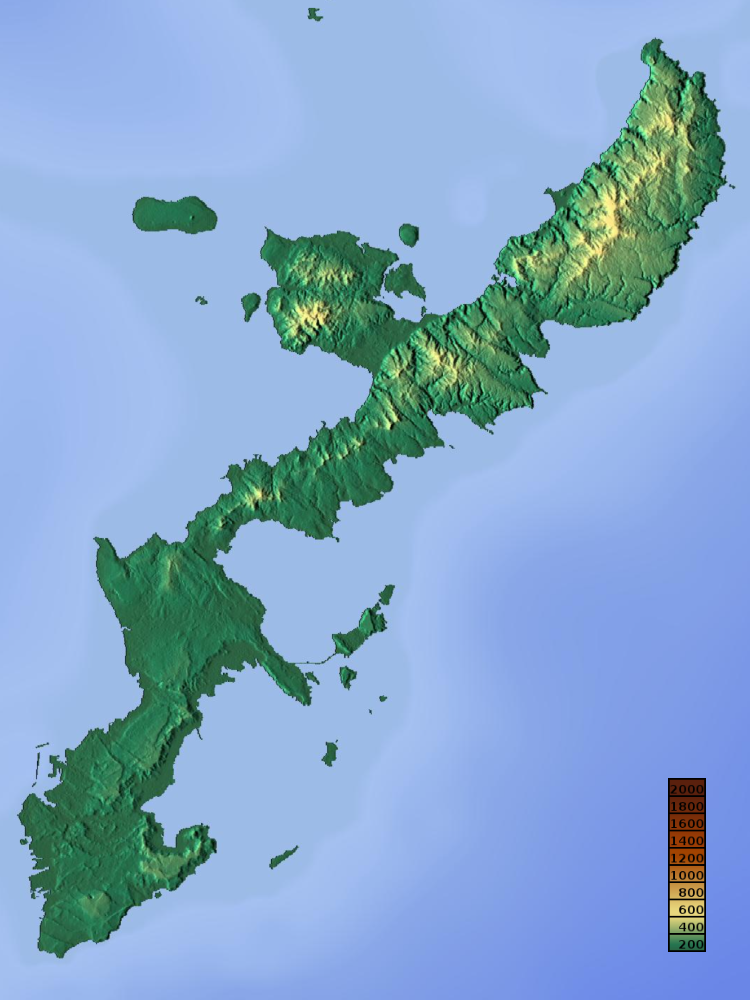
نقشه ناهمواری‌های اوکیناوا.

محل جزیره اوکیناوا تقریباً ۶۴۰ کیلومتر در جنوب جزیره کیوشو است. اوکیناوا به جزایر مجاور نزدیک با یک پل زمینی متصل است: شبه‌جزیره کاتسورن از طریق جاده دریای میانی به جزیره هنزا، جزیره میاگی، جزیره ایکی و جزیره هاماهیگا متصل می‌شود. به‌طور مشابه، از شبه جزیره موتوبو در سمت شمال غربی، تمام سسوکوجیما به علاوه جزیره یاگاجی و کوری‌جیما توسط پل‌هایی به هم متصل می‌شوند.
جزیره اوکیناوا دارای چندین کرانه قابل شنا مانند ساحل مانزا، ساحل زمرد، ساحل اوکوما، ساحل زانپا، ساحل ماه و ساحل غروب (چاتان چو) است. کوه اوموتو، با ارتفاع ۵۲۵٫۵ متر، بلندترین کوه در اوکیناوا است و کوه یوناها دومین کوه بلند جزیره است. شبه‌جزیره موتوبو در شمال دارای لایه‌های آهکی و توسعه کارستی است. در مرکز و جنوب به‌طور عمده یک لایه سنگ آهک ریوکیو و گِل‌سنگ وجود دارد. سطح جزیره عمدتاً مسطح است و تپه‌های کمی به بلندای بیش از ۱۰۰ متر با رودخانه‌های بسیار کمی در آن وجود دارد. باران‌های نیمه‌گرمسیری به فرسایش زمین شتاب می‌بخشند، بنابراین شبکه زهکشی زیادی در اوکیناوا وجود دارد. انتهای جنوبی جزیره از صخره مرجانی مرتفع تشکیل شده‌است، در حالی که نیمه شمالی، به نسبت، سنگ آذرین بیشتری دارد. سنگ آهک جنوب که به راحتی فرسایش می‌یابد غارهای زیادی دارد که معروف‌ترین آنها گیوکوسندو در نانجو است. دماغه هدو در منتهی‌البه شمالی تنها ۲۲ کیلومتر با یورونجیما فاصله دارد. دماغه آراساکی جنوبی‌ترین مکان جزیره اوکیناوا است. این محل گاه با دماعه کیانمیساکی اشتباه گرفته می‌شود.

## آشپزی
در این جزیره بسیاری از میخانه‌های محلی (ایزاکایا) و کافه‌ها خوراکی‌های اوکیناوایی مانند گویا چانپورو (خیارچنبر تلخ تفت‌داده)، «فو چانپورو» (چانپوروی گلوتن گندم) و تونکاتسو (کوکوی گوشت خوک نرم و سرخ‌شده) سرو می‌کنند.
سوبای اوکیناوا یک غذای خاص این جزیره به‌شمار می‌آید که شامل رشته‌فرنگی گندم است که معمولاً با گوشت دنده یا شکم خوک به صورت گرم در سوپ سرو می‌شود. در سوبای خاک اصلی ژاپن در این خوراک رشته‌فرنگی گندم سیاه استفاده می‌شود.
رافوته، یعنی شکم خوک پخته‌شده، یکی دیگر از غذاهای محبوب اوکیناوا است. حضور آمریکایی‌ها در این جزیره همچنین منجر به تهیه برخی غذاهای خلاقانه مانند برنج تاکو شده‌است که در حال حاضر مانند یک وعده غذایی معمولی در بنتوها فروخته می‌شود.

## نگارخانه

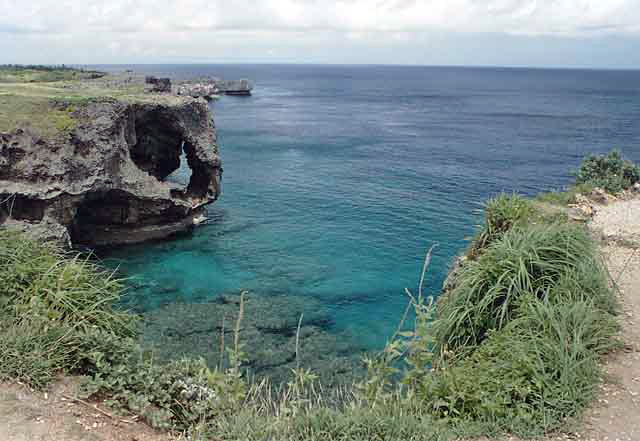
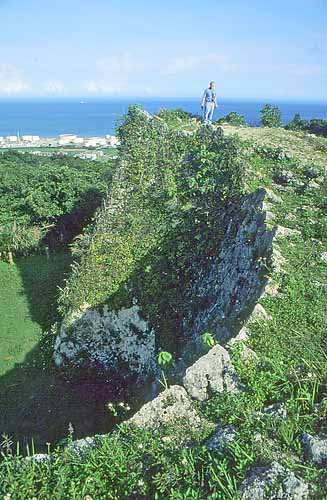
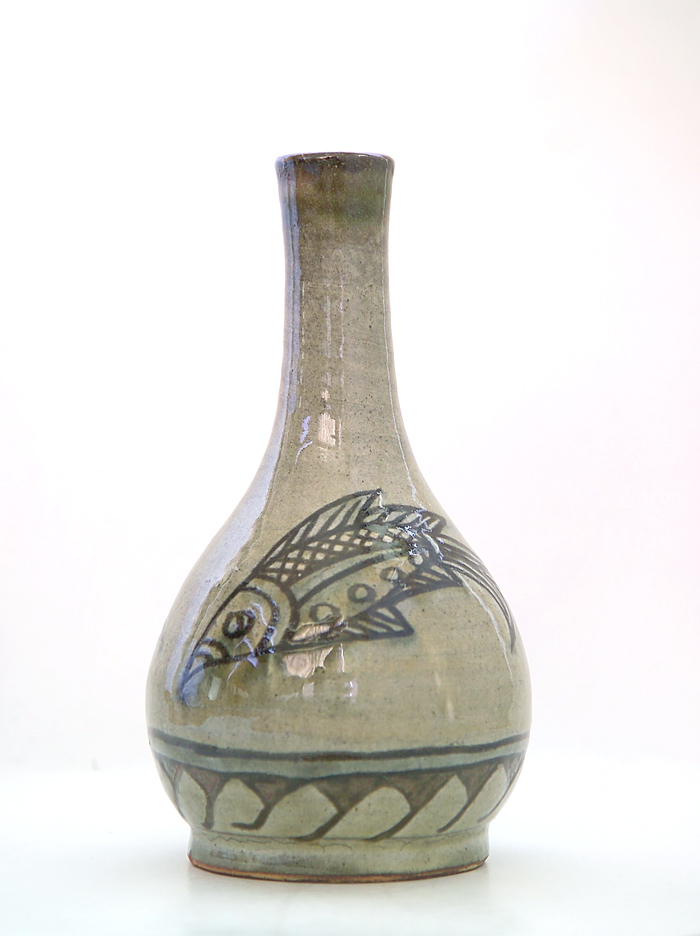
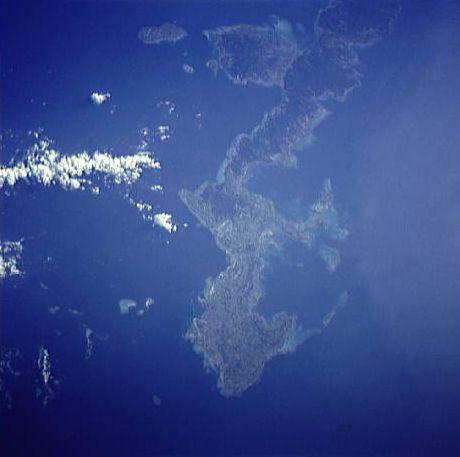
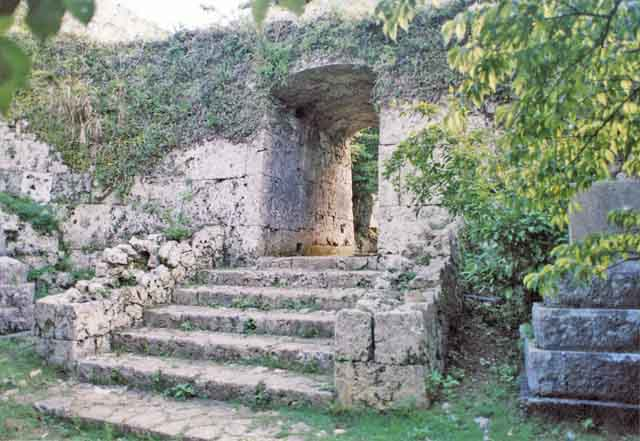
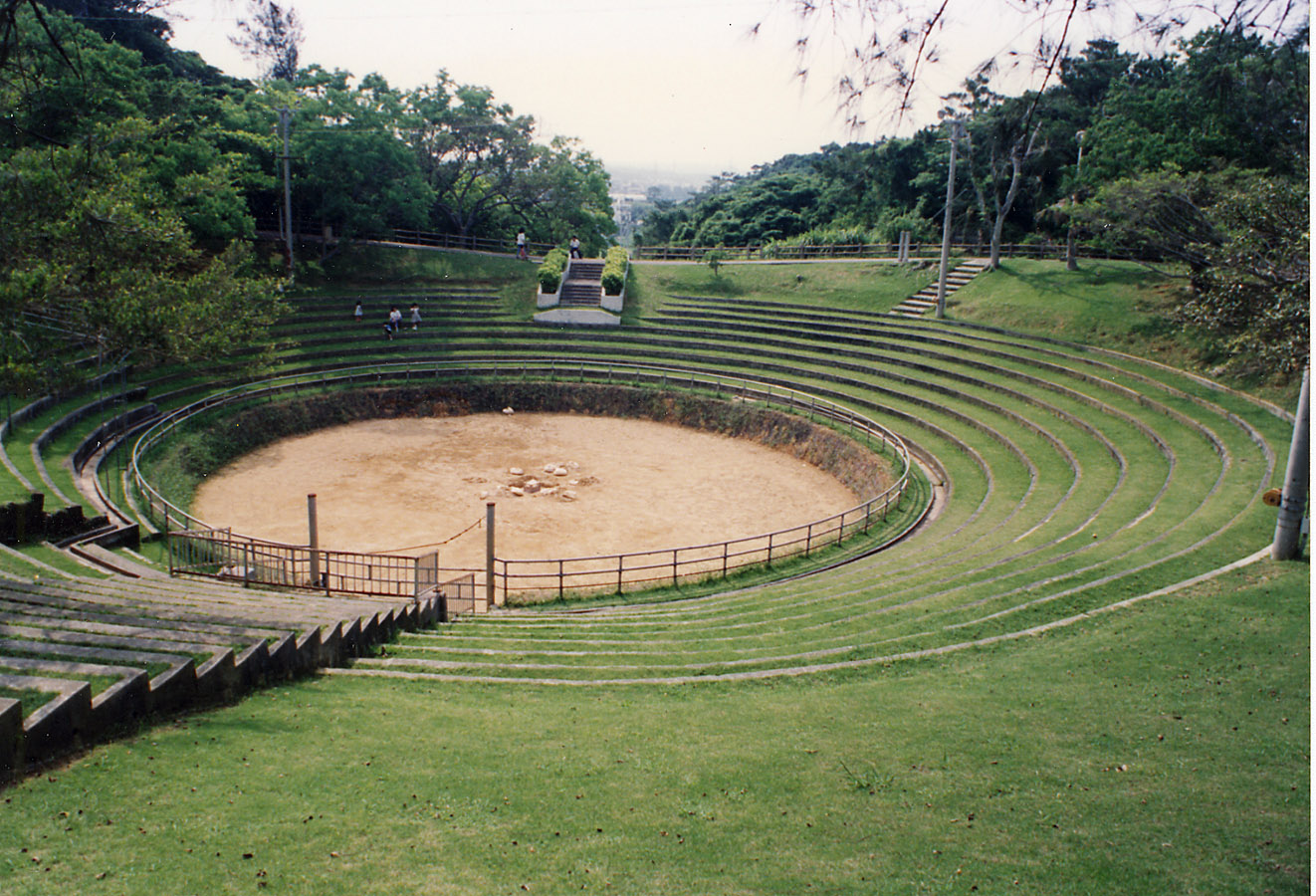
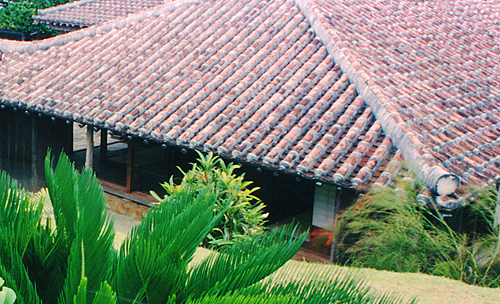
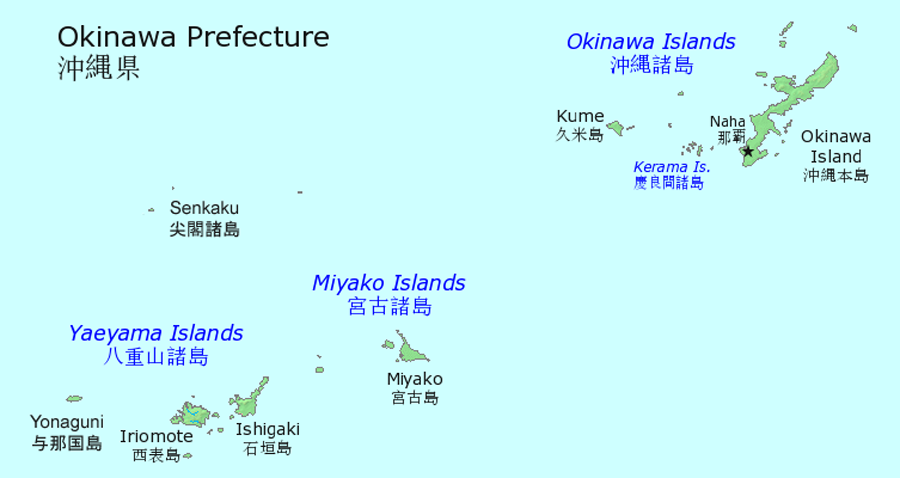